# 78309 Alessielisa
78309 Alessielisa è un asteroide della fascia principale. Scoperto nel 2002, presenta un'orbita caratterizzata da un semiasse maggiore pari a 2,5219716 UA e da un'eccentricità di 0,0922075, inclinata di 12,45515° rispetto all'eclittica.
L'asteroide è dedicato alla ricercatrice italiana Elisa Maria Alessi.